# Holiday in Handcuffs
Holiday in Handcuffs (no Brasil: Um Sequestro de Natal) é um filme para a televisão estadunidense do gênero comédia que foi originalmente exibido na ABC Family em 9 de dezembro de 2007, como parte do bloco de programação 25 Days of Christmas. O filme é estrelado por Melissa Joan Hart, Mario Lopez, Markie Post, Timothy Bottoms, June Lockhart, Kyle Howard e Vanessa Lee Evigan.
Estrelado por Melissa Joan Hart, o filme mostra a jovem Trudie, que na véspera do Natal, não consegue que seu namorado vá com ela para a casa dela passar o Natal. Então, no trabalho dela, ela sequestra David (Mario Lopez), que finge ser o namorado dela.

## Elenco
- Melissa Joan Hart como Gertrude "Trudie" Marie Chandler
- Mario Lopez como David Martin/Nick
- Markie Post como Sra. Chandler
- Timothy Bottoms como Sr. Chandler
- June Lockhart como Vovó Dolores
- Kyle Howard como Jake Chandler
- Vanessa Lee Evigan como Katie Chandler
- Gabrielle Miller como Jessica
- Layla Alizada como Lucy
- Marty Hanenberg como Sr. Portnoy
- Ben Ayres como Nick
- Travis Milne como Ryan (namorado de Jake)